# Tour d'Estonie féminin
Le Tour d'Estonie féminin (officiellement Ladies Tour of Estonia) est une course cycliste féminine créée en 2022. Contrairement à son équivalent masculin, elle se déroule sur une seule journée. Elle fait partie du calendrier de l'Union cycliste internationale en catégorie 1.2.

## Palmarès
| Année | Vainqueur                | Deuxième              | Troisième             |
| ----- | ------------------------ | --------------------- | --------------------- |
| 2022  | Agnieszka Skalniak-Sójka | Kristel Sandra Soonik | Karolina Karasiewicz  |
| 2023  | Olga Shekel              | Kathrin Schweinberger | Kristel Sandra Soonik |
| 2024  | Eline Van Rooijen        | Olivija Baleišytė     | Laura Lizette Sander  |
| 2025  | Karolina Kumięga         | Malwina Mul           | Heidi Antikainen      |